# Armée bavaroise

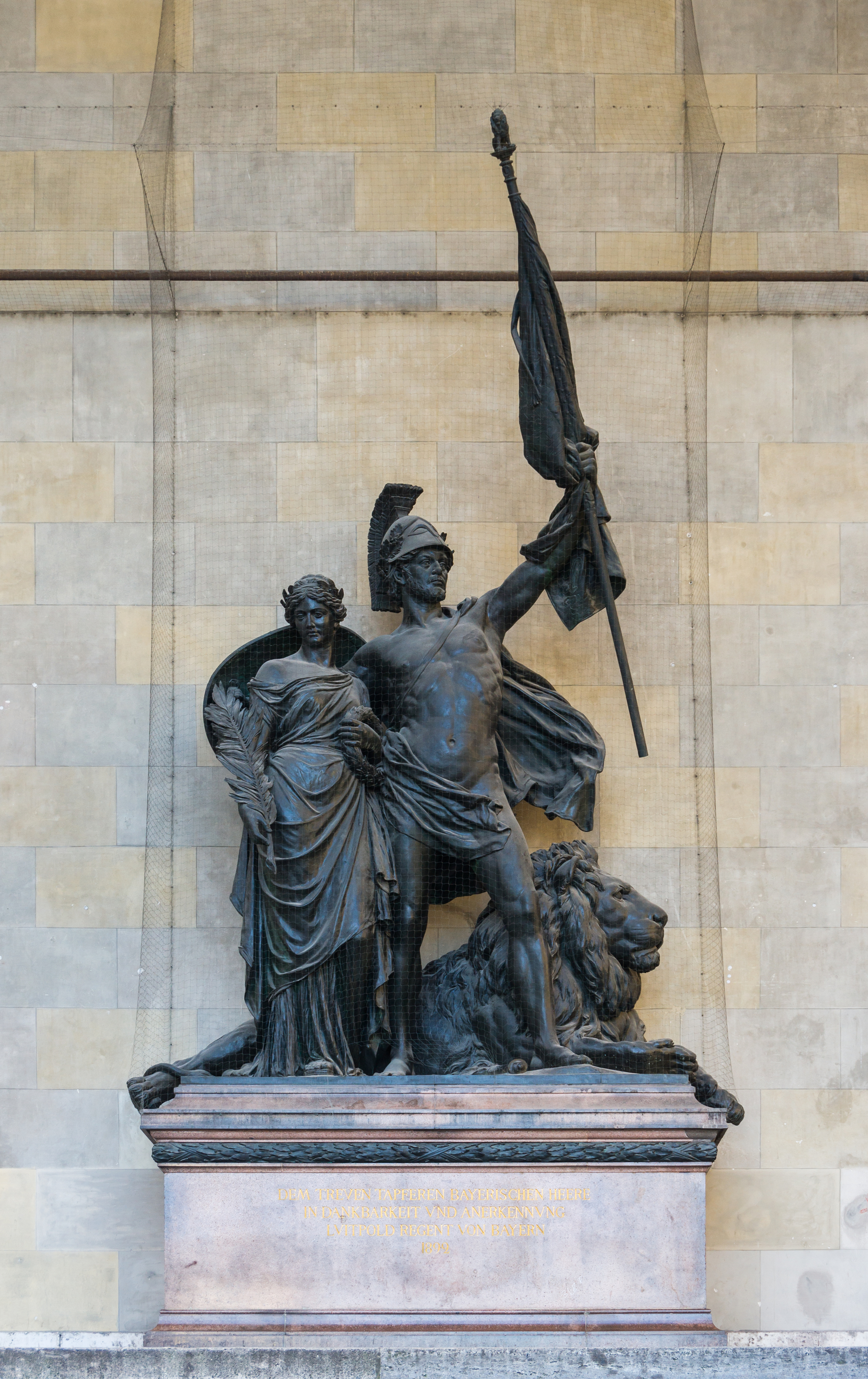
Monument du souvenir de l'armée bavaroise à la Feldherrnhalle de Munich (sculpteur Ferdinand von Miller, 1892).

L’armée bavaroise était l’armée du duché, puis du royaume de Bavière. Elle a été intégrée à l’armée allemande (Deutsches Heer) après 1870. Elle a gardé des noms d’unité propres jusqu’à la Première Guerre mondiale.

## L'armée bavaroise dans le Saint-Empire (jusqu'en 1805)

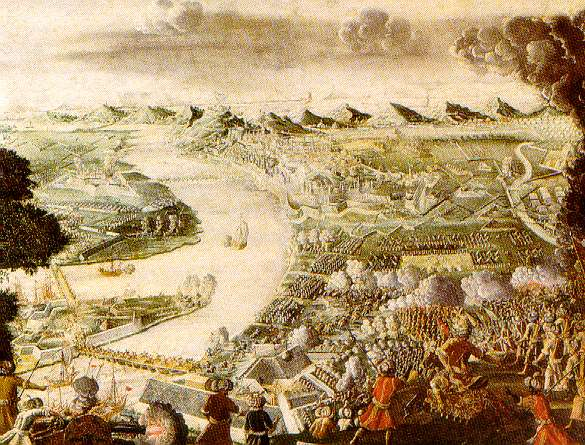
Prise de Buda en 1686, peinture anonyme, vers 1700

Le duché de Bavière, devenu en 1623 l'électorat de Bavière, est une des principautés composant le Saint-Empire, aussi appelé Saint-Empire romain germanique. Ses obligations sont fixées en 1681 par la Constitution militaire impériale (de) (en allemand : Reichsheeresverfassung ou Reichskriegsverfassung). Il constitue un des 10 cercles impériaux, circonscriptions de financement et de recrutement de l'armée du Saint-Empire. Le cercle de Bavière doit fournir à l'empereur un contingent de troupes pour les guerres votées par la Diète d'Empire. Le prince-électeur entretient en outre ses propres forces armées et peut mener la guerre pour son compte en dehors du cadre impérial.
La Bavière combat dans les rangs impériaux pendant les guerres austro-turques : l'électeur Maximilien-Emmanuel de Bavière est un de chefs de l'armée impériale pendant la bataille de Vienne (1683), les sièges de Buda (1684-1686), le siège de Belgrade (1688). Il soutient de nouveau le camp impérial contre la France pendant la guerre de la Ligue d’Augsbourg (1688-1697) et participe au siège de Namur (1695). Cependant, lors de la guerre de Succession d'Espagne (1701-1714), il choisit le camp de la France contre l'empereur comme gouverneur des Pays-Bas espagnols. Il remporte la première bataille de Höchstädt (1703) avant d'être défait à la seconde bataille de Höchstädt (1704). Ses États sont occupés par les Autrichiens qui écrasent le soulèvement populaire bavarois, révolte paysanne marquée par le Noël sanglant de Sendling (de) en décembre 1705.
Pendant la guerre de Succession d'Autriche (1740-1748), l'électeur Charles-Albert de Bavière se fait élire empereur (Charles VII) avec l'aide de la France mais il est battu par les Autrichiens, commandés par Charles-Alexandre de Lorraine, qui occupent Munich le 13 février 1742. Charles VII meurt en janvier 1745. Après la défaite des troupes franco-bavaroises à la bataille de Pfaffenhofen (15 avril 1745), Maximilien III Joseph de Bavière, héritier de Charles-Albert, est obligé de reconnaître François de Lorraine, époux de Marie-Thérèse d'Autriche, comme empereur.
Au début de la guerre de Sept Ans (1756-1763), l'armée bavaroise compte 8 régiments d'infanterie, 2 de dragons, 3 de cuirassiers, plus une brigade d'artillerie. En 1757, un régiment de cuirassiers est dissous et ses hommes répartis dans les autres unités. Les dragons n'ont qu'une seule compagnie montée par régiment. Les régiments d'infanterie se composent de 4 compagnies de fusiliers de 130 hommes et une de grenadiers de 100 hommes, plus deux canons de 4 livres : l'effectif théorique du régiment (1 800 hommes) n'est pratiquement jamais atteint en fait. Le régiment d'infanterie de la Garde (de) (Leibgarde-Infanterieregiment) compte en principe 3 bataillons dont seulement 2 peuvent être levés. Un corps de hussards, très réduit, tient lieu de gendarmerie militaire. La Bavière fournit 10 bataillons d'infanterie à l'armée des cercles contre Frédéric II de Prusse. Son contingent participe, sans grand succès, aux batailles de Schweidnitz, Breslau et Leuthen en 1757, Troppau, Olmütz et Neisse en 1758.

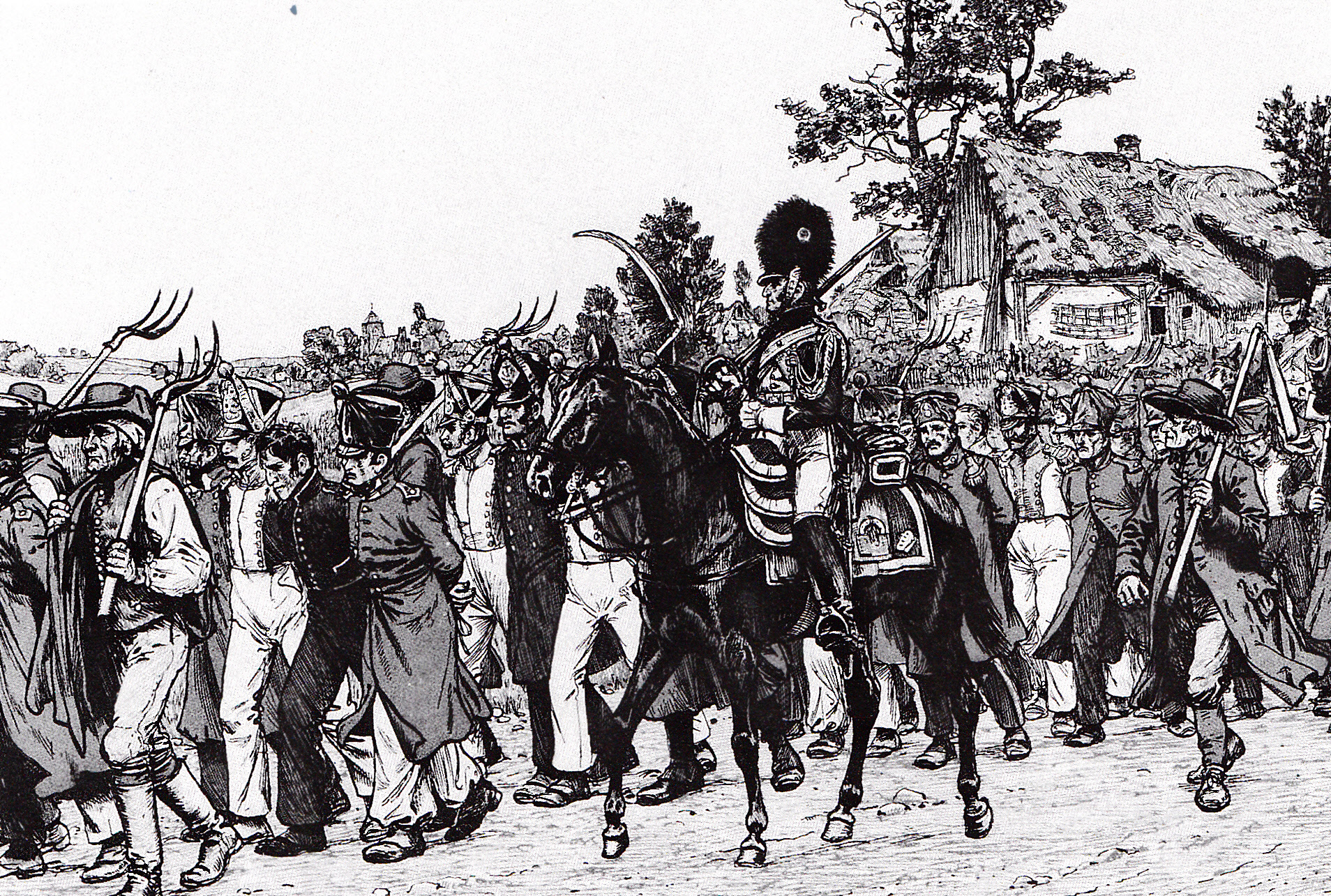
Escorte de déserteurs pendant la campagne d'Allemagne (1813) par Richard Knötel (1857-1914)

En 1777, l'extinction de la branche bavaroise des Wittelsbach entraîne la réunion de la Bavière et du Palatinat du Rhin sous la couronne de Charles Théodore, de la branche rhénane. L'armée bavaro-palatine est portée à 10 régiments d'infanterie et adopte l'uniforme bleu clair des troupes palatines.
L'armée bavaroise ne joue qu'un rôle effacé pendant la guerre de Succession de Bavière (1778-1779) qui oppose la Prusse à l'Empire.
De 1782 à 1789, Maximilien de Deux-Ponts, futur héritier de l'électorat, sert comme officier dans le régiment de Royal-Deux-Ponts, unité allemande au service de la France.
L'armée bavaroise participe dans les rangs des Impériaux aux guerres de la Première Coalition (1792-1797) et de la Deuxième Coalition (1798-1802) contre la France.

## L'armée du royaume de Bavière (1805-1871)

### Guerres napoléoniennes

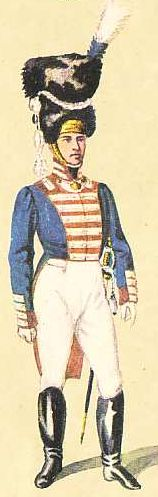
Uniforme de lieutenant des grenadiers de la Garde (1814)

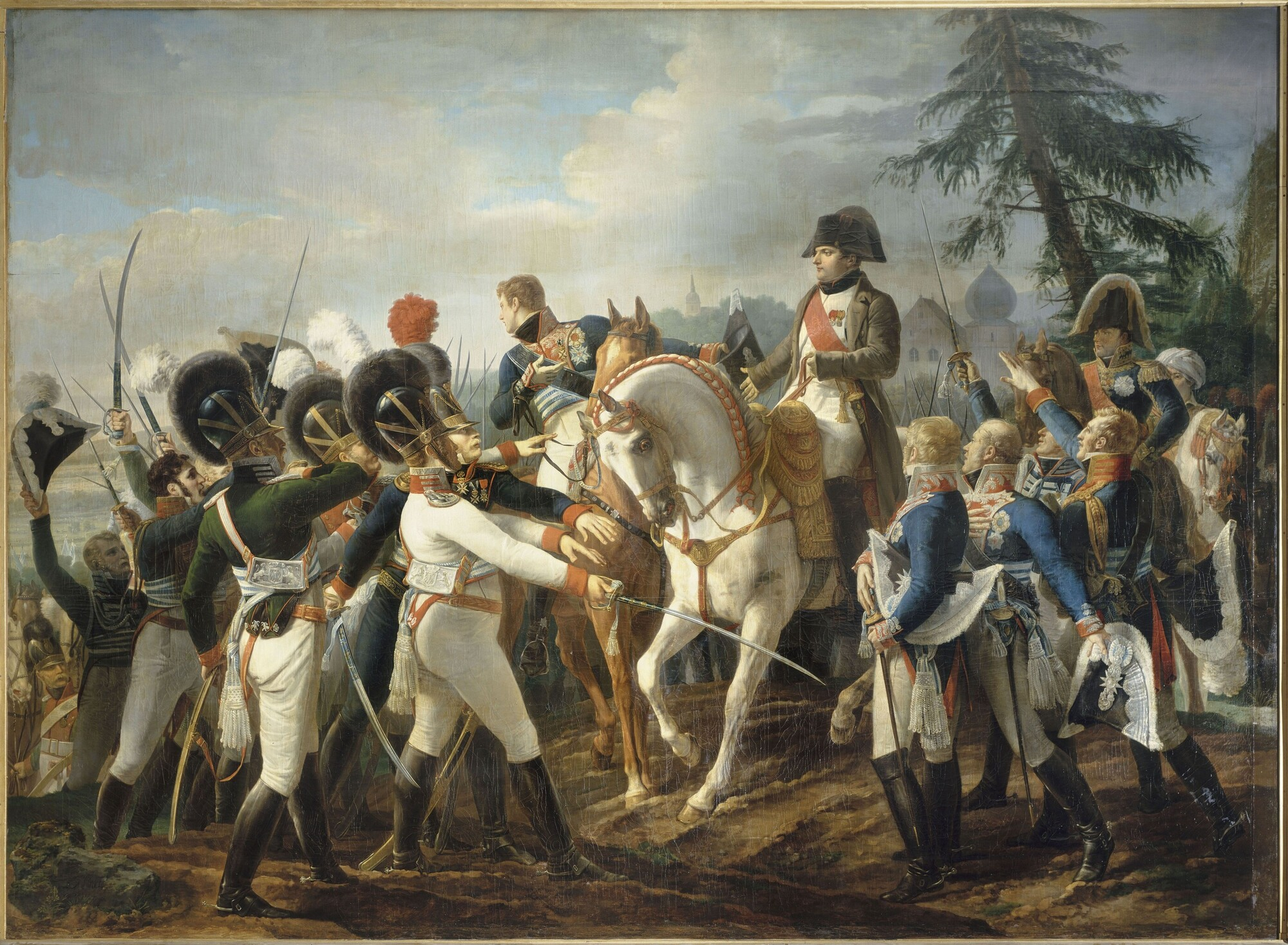
Napoléon haranguant les troupes bavaroises et wurtembergeoises à la bataille d'Abensberg (1809) par Jean-Baptiste Debret (1810)

Après le recès d'Empire de 1803, Maximilien de Bavière s'allie à Napoléon Ier contre l'Autriche lors de la guerre de la Troisième Coalition. La dissolution du Saint-Empire entraîne celle de l'électorat et la proclamation du royaume de Bavière en 1805. Le royaume devient vassal de l'Empire français dans le cadre de la confédération du Rhin. Il est allié de la France pendant les guerres de la Troisième, Quatrième et Cinquième Coalition où l'armée bavaroise participe aux batailles d'Ulm, Austerlitz (1805), Abensberg et Wagram (1809). La Bavière y gagne le Tyrol, pris aux Autrichiens, où elle doit réprimer la révolte d'Andreas Hofer. L'armée bavaroise compte 10 régiments d'infanterie de ligne, 3 de chevau-légers, 2 de dragons et 2 de cuirassiers, plus une garde nationale composée de trois classes : infanterie de réserve, Landwehr et garde civique.
Pendant la campagne de Russie, en 1812, l'armée bavaroise forme le 6e corps de la Grande Armée. Elle est commandée par le général français Laurent de Gouvion-Saint-Cyr et comprend la 19e division d'infanterie (Bernard Erasme Deroy), la 20e division (Carl Philipp von Wrede) et deux brigades de cavalerie. Elle subit de lourdes pertes, notamment à la première bataille de Polotsk (17-18 août 1812). Au total, sur 33 000 hommes partis en Russie, à peine 4 000 reviennent vivants.
Pendant la campagne d'Allemagne (1813), la Bavière se retourne contre Napoléon et rejoint la Sixième Coalition. Lors de la bataille de Hanau (30-31 octobre 1813), une armée austro-bavaroise commandée par von Wrede tente, sans succès, d'arrêter la retraite de Napoléon vers la France. Puis une armée bavaroise commandée par Friedrich von Zoller assiège la forteresse de Huningue qui finit par se rendre en apprenant l'abdication de Napoléon (21 décembre 1813 - 15 avril 1814). En 1815, la Bavière se joint à la Septième Coalition et lève de nouveau une armée contre la France mais n'a pas le temps de l'engager.

### Vers l'unité allemande

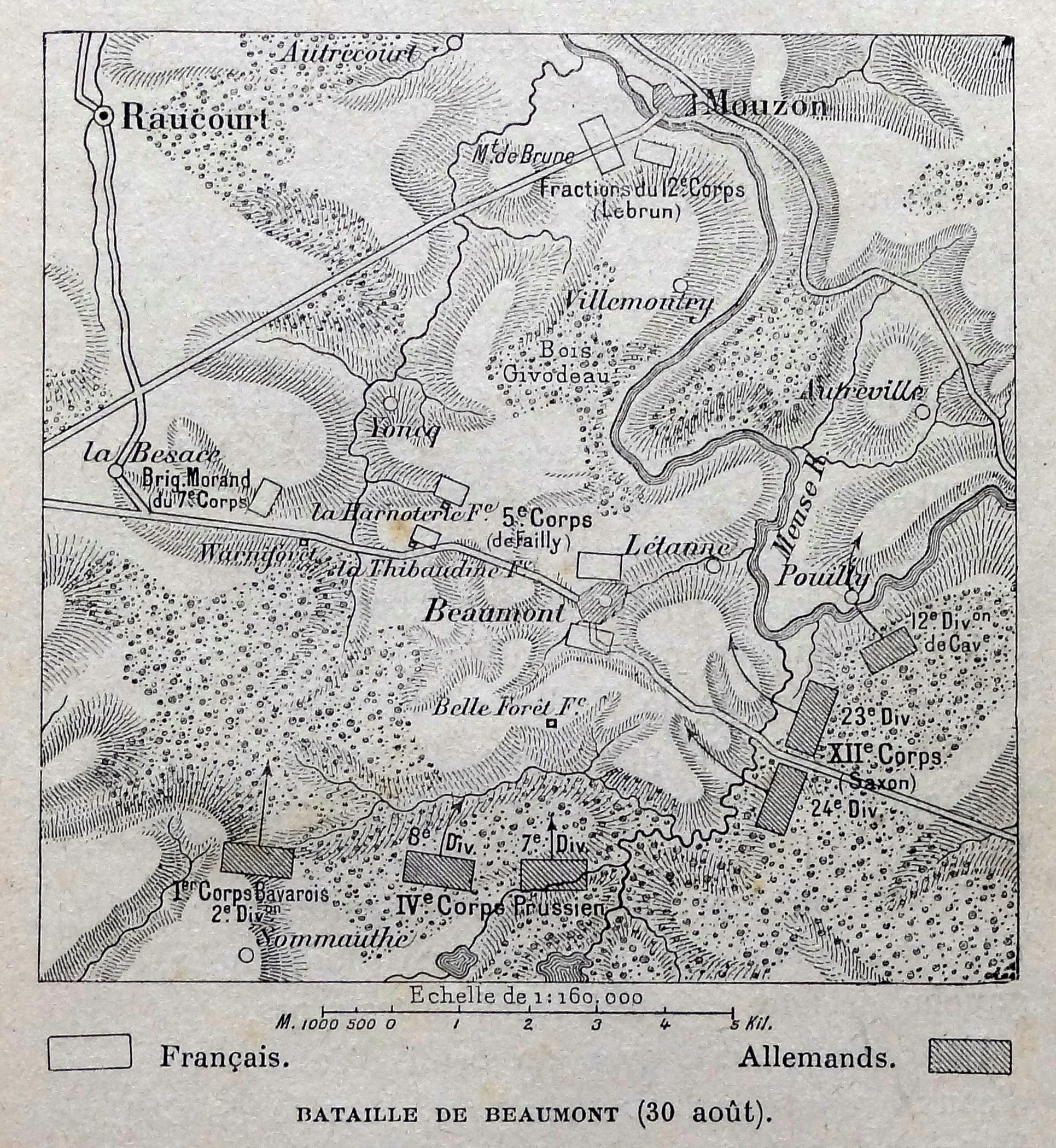
Bataille de Beaumont (30 aout 1870) avec le corps bavarois au sud-ouest

Pendant la révolution allemande de 1848, des troubles éclatent dans les États bavarois et le roi Maximilien II de Bavière doit faire appel à l'aide de l'armée prussienne pour écraser la révolte du district du Palatinat.
Pendant la guerre austro-prussienne de 1866, la Bavière est alliée de l'Autriche. Son armée, commandée par le prince Charles-Théodore, livre une bataille à Uettingen (25-26 juillet) suivie d'un armistice qui met fin au conflit, l'Autriche ayant abandonné le combat.
Pendant la guerre franco-allemande de 1870, la Bavière se joint à la Prusse contre la France de Napoléon III. L'armée bavaroise, commandée par Ludwig von der Tann-Rathsamhausen, participe aux batailles de Wissembourg (4 août 1870), Reichshoffen (6 août), Beaumont (30 août), Sedan (1er septembre) et au siège de Paris (17 septembre 1870 - 26 janvier 1871) et aux combats contre l'Armée de la Loire autour d'Orléans. Pendant cette guerre, elle perd environ 6 000 hommes dont la moitié par maladie.

## L'armée bavaroise dans l'Empire allemand (1871-1918)

### Organisation en temps de paix

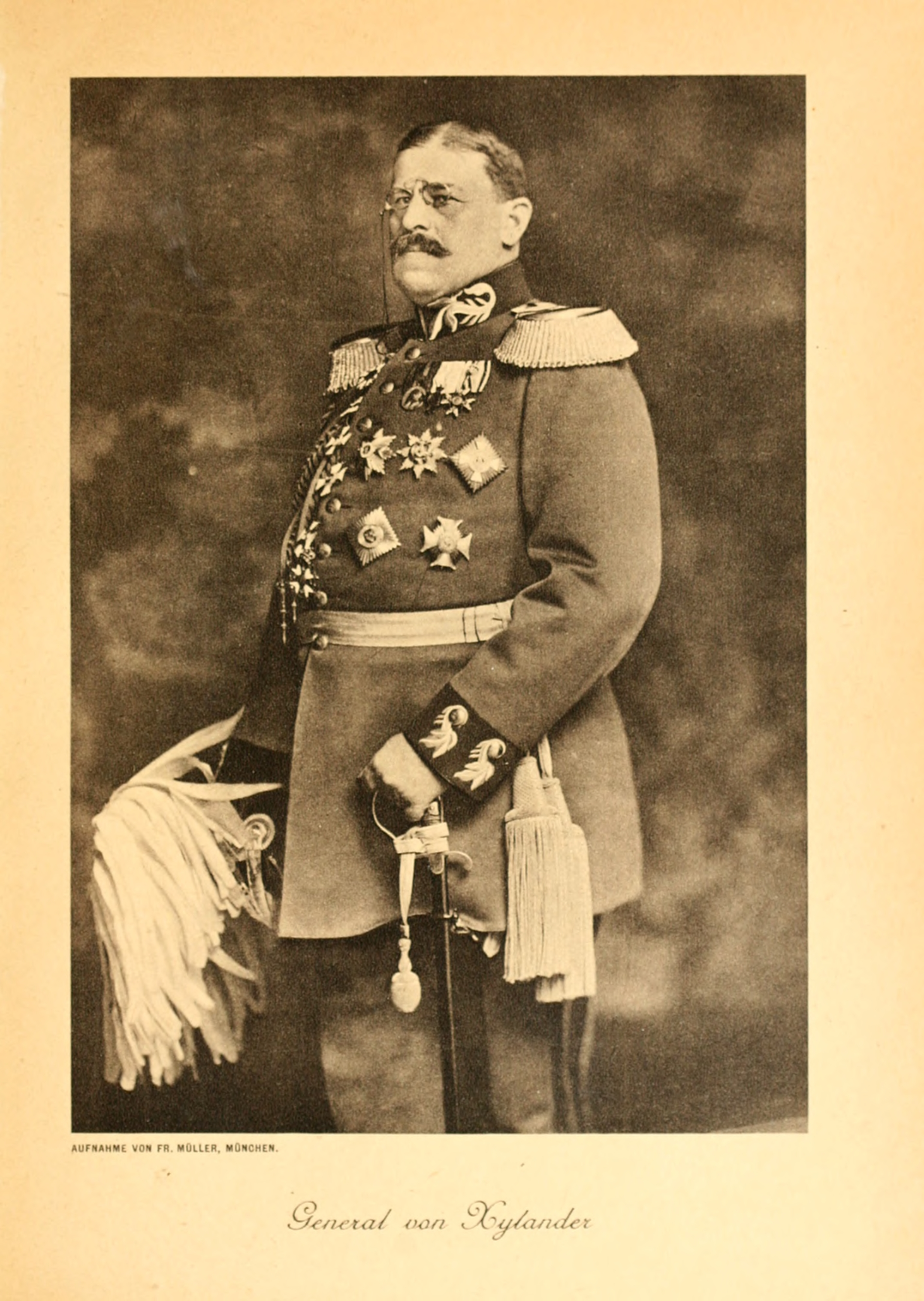
Oskar von Xylander, chef d'état-major de l'armée bavaroise de 1908 à 1912

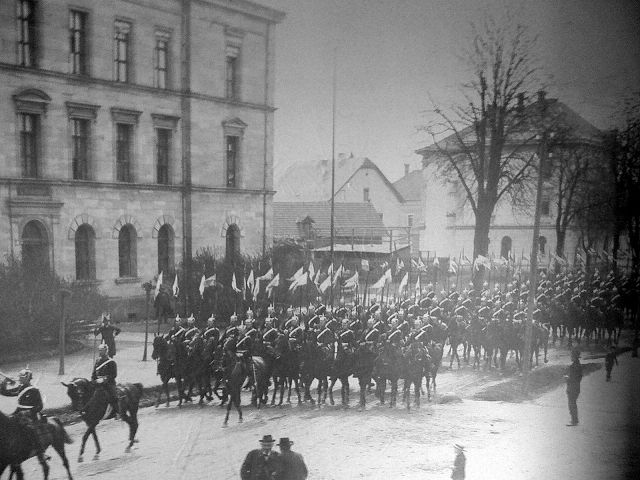
Défilé des chevau-léger bavarois à Neumarkt, avant 1910

Après 1871, l'armée bavaroise est progressivement intégrée à l'armée impériale allemande. La Bavière, une des trois principautés de l'Empire allemand, avec la Saxe et le Wurtemberg, a conservé ses propres structures militaires avec un ministère de la Guerre et une justice militaire. Elle est sous la tutelle de la 4e inspection militaire (de) dirigée de 1888 à 1892 par le général prussien Leonhard von Blumenthal, puis de 1892 à 1913 par le prince Léopold de Bavière et de 1913 à 1914 par le prince Rupprecht de Bavière. En temps de guerre, elle est sous l'autorité du roi de Prusse, empereur d'Allemagne et commandant en chef (Bundesfeldherrn) de l'Empire.
Elle conserve les uniformes bleu clair et le casque à panache (Raupenhelm) comme tenues de parade mais s'aligne sur l'organisation, l'entraînement et la tenue de campagne de l'armée prussienne, avec la cocarde et les insignes de col blanc et bleu de la Bavière.
À la veille de la Première Guerre mondiale, l'armée bavaroise compte 4 089 officiers, médecins, vétérinaires et cadres administratifs, 83 125 sous-officiers et soldats, 16 918 chevaux.

### Première Guerre mondiale

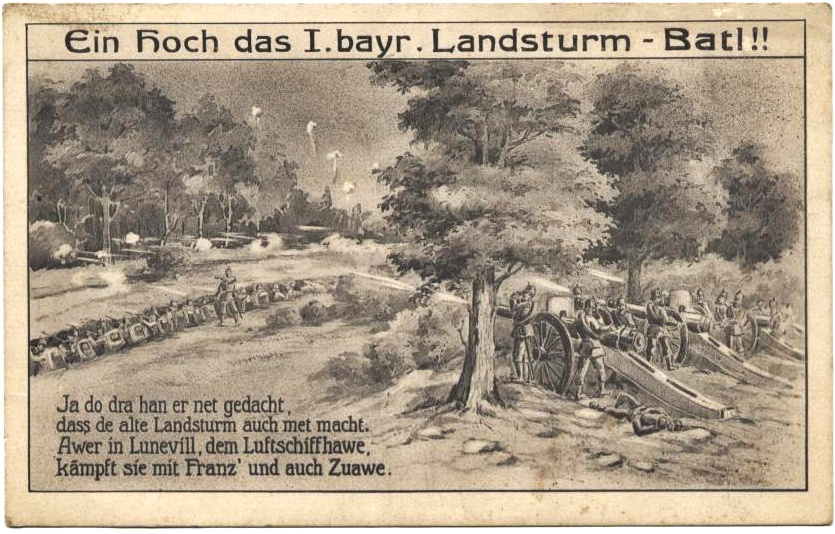
Le 1er bataillon de Landwehr bavaroise au combat de Lunéville, image et poème en dialecte bavarois, carte postale allemande, 1914

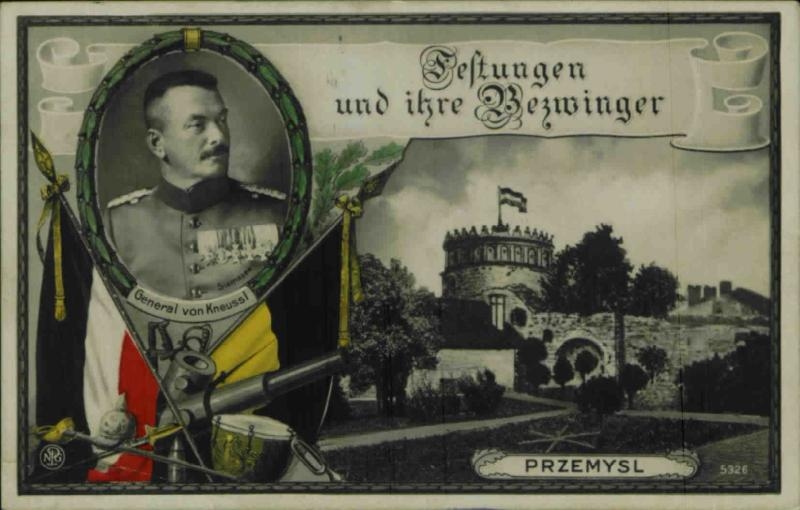
« Les forteresses et leurs vainqueurs - Przemysl - Général von Kneussel », image de propagande allemande, 1915

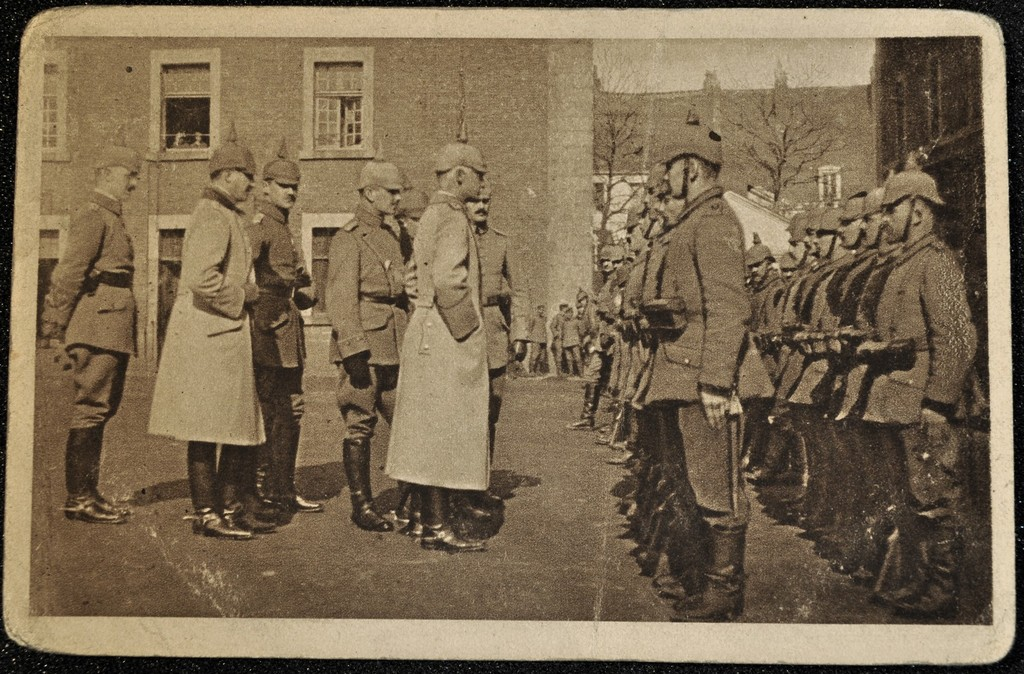
Le prince Rupprecht de Bavière passant les troupes en revue, 1914

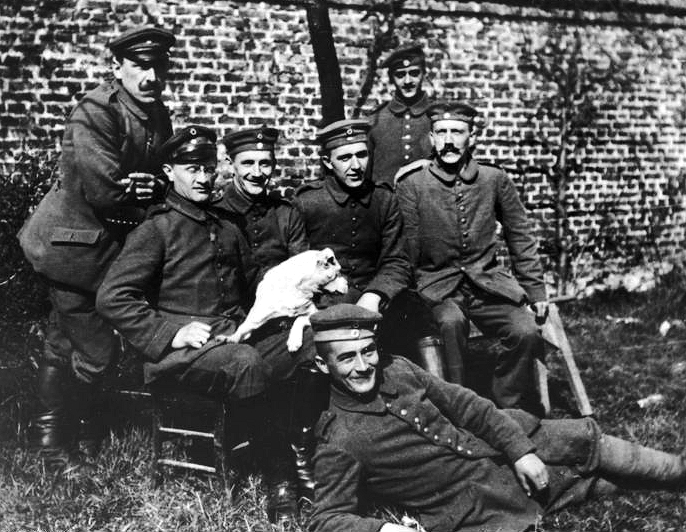
Soldats de l'armée bavaroise dont le caporal Adolf Hitler (à droite), 1915

Au début de la guerre, la plupart des unités bavaroises sont regroupées dans la 6e armée allemande sous le commandement du prince Rupprecht de Bavière, dépendant du commandement suprême de l'armée allemande. Les réserves restées en Bavière demeurent sous la tutelle du ministère de la Guerre bavarois. La 6e armée combat dans la bataille de Lorraine en 1914 et dans les autres combats du front de l'Ouest mais ses unités sont progressivement remplacées par des divisions non bavaroises tandis que des unités et généraux bavarois sont envoyés sur d'autres fronts : Léopold de Bavière commande un groupe d'armées sur le front de l'Est avant de succéder à Paul von Hindenburg comme commandant en chef de ce front le 29 août 1916. Paul von Kneußl (de), chef de la 11e division d'infanterie bavaroise, s'illustre en 1915 par la reprise de Przemyśl, en Galicie austro-hongroise, prise par l'armée russe deux mois plus tôt. Friedrich Kress von Kressenstein commande les forces germano-ottomanes pendant la campagne du Sinaï et de la Palestine. Le caporal Adolf Hitler, bien que sujet austro-hongrois, fait la guerre comme volontaire dans le 16e régiment d'infanterie royal bavarois de réserve (de).
Au total, 200 000 sujets bavarois sont tués pendant le conflit.

## Après 1918

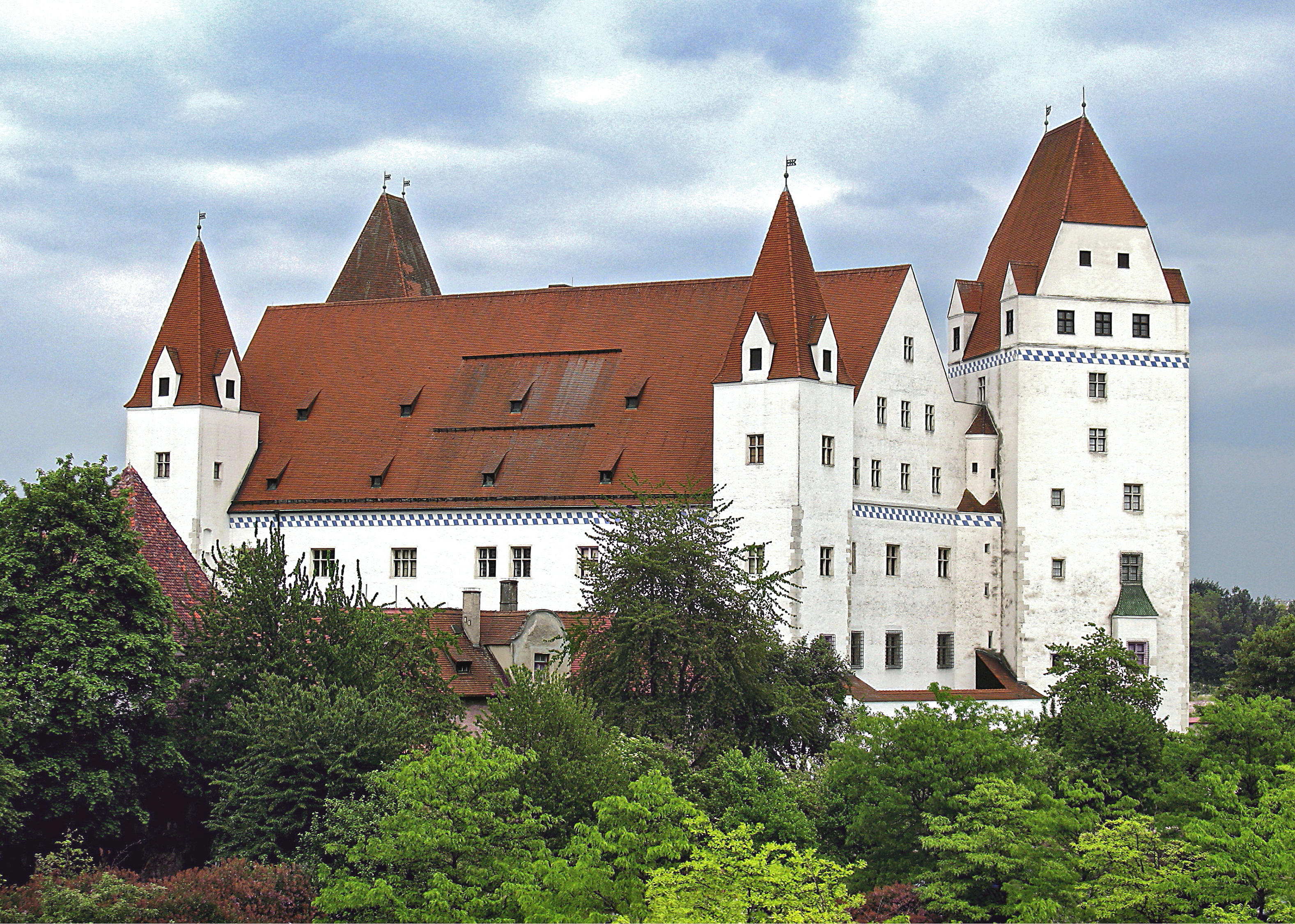
Le Château d' Ingolstadt, musée de l'armée bavaroise

La révolution allemande de novembre 1918 entraîne l'abdication du roi Louis III de Bavière. Une partie des soldats en voie de démobilisation rejoignent les corps francs conservateurs du gouvernement provisoire de Bamberg contre la République des conseils de Bavière proclamée à Munich.
Le traité de Versailles de 1919 entraîne la dissolution de l'armée impériale allemande. Le gouvernement de Bavière forme une petite armée, la Bayerische Reichswehr, intégrée en 1924 dans la Reichswehr de la République de Weimar.

## Structure en 1914
- 1er corps d'armée royal bavarois à Munich

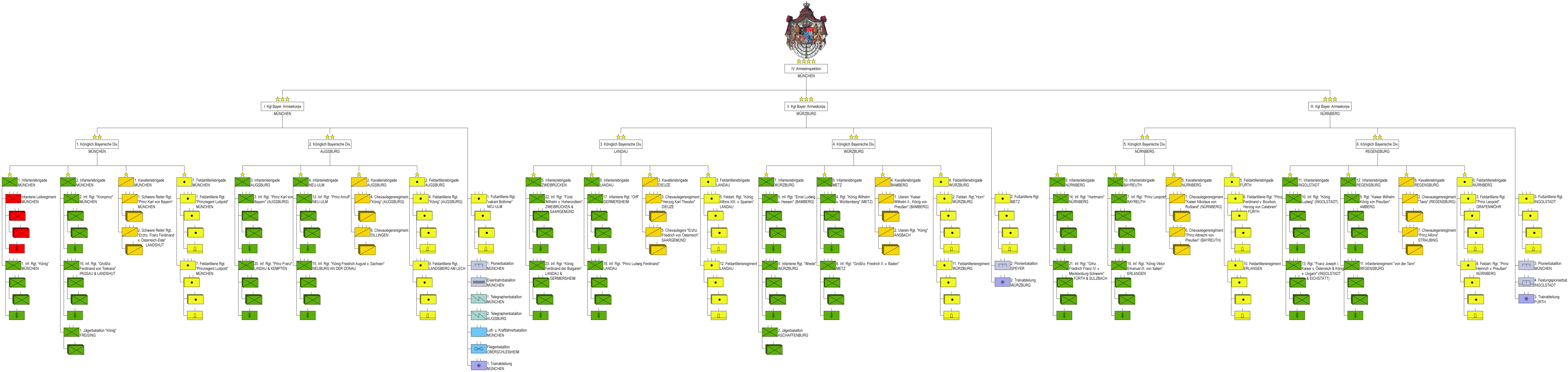
Structure de l'armée royale bavaroise en 1914

  - 1re division d'infanterie bavaroise à Munich
  - 2e division d'infanterie bavaroise à Augsbourg
- 2e corps d'armée royal bavarois à Wurtzbourg
  - 3e division d'infanterie bavaroise à Landau
  - 4e division d'infanterie bavaroise à Wurtzbourg
- 3e corps d'armée royal bavarois (de) à Nuremberg
  - 5e division d'infanterie bavaroise à Nuremberg
  - 6e division d'infanterie bavaroise à Ratisbonne

## Commandants

Commandants de l'armée bavaroise
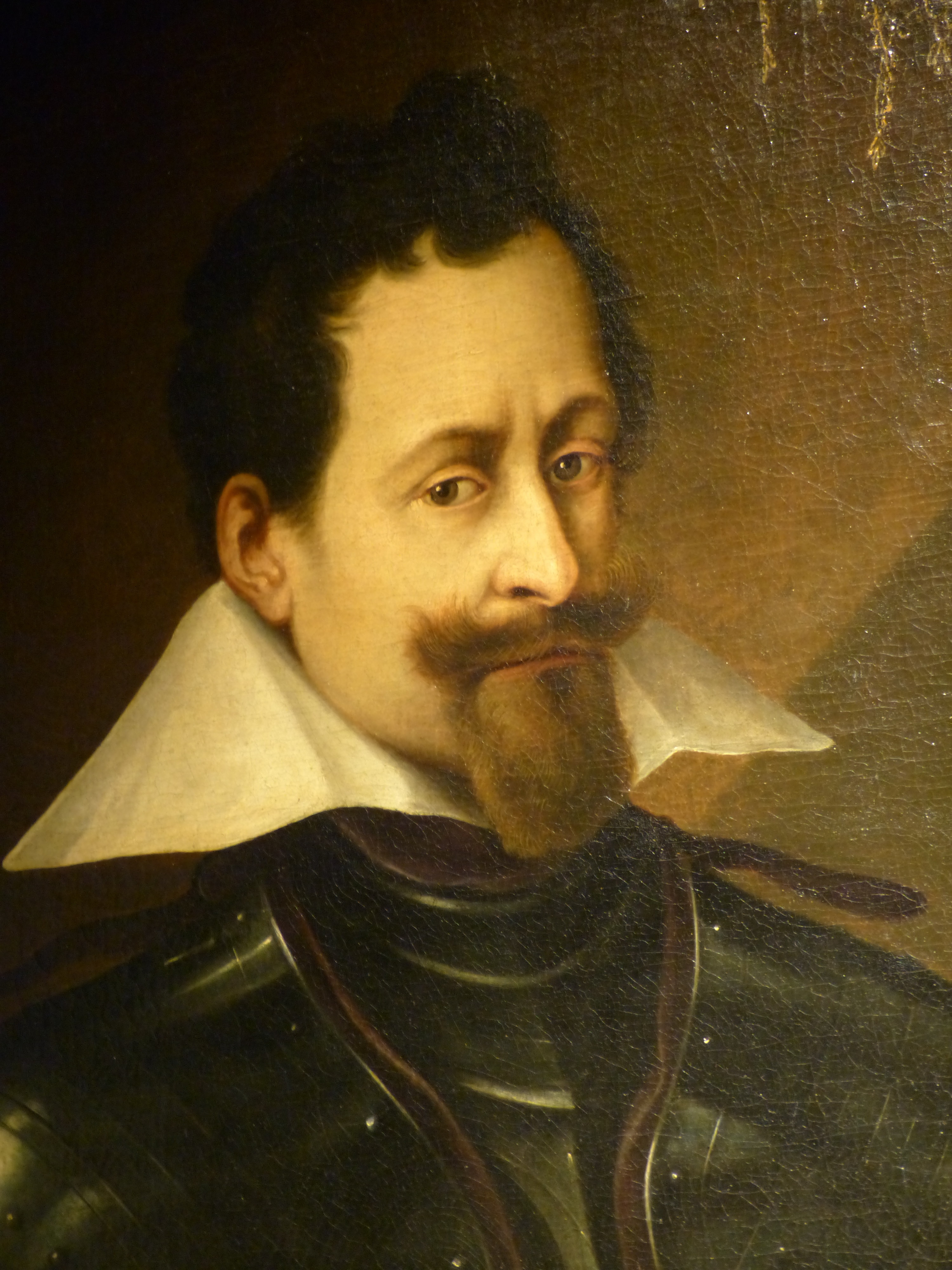
Maximilien Ier de Bavière (1573-1651)
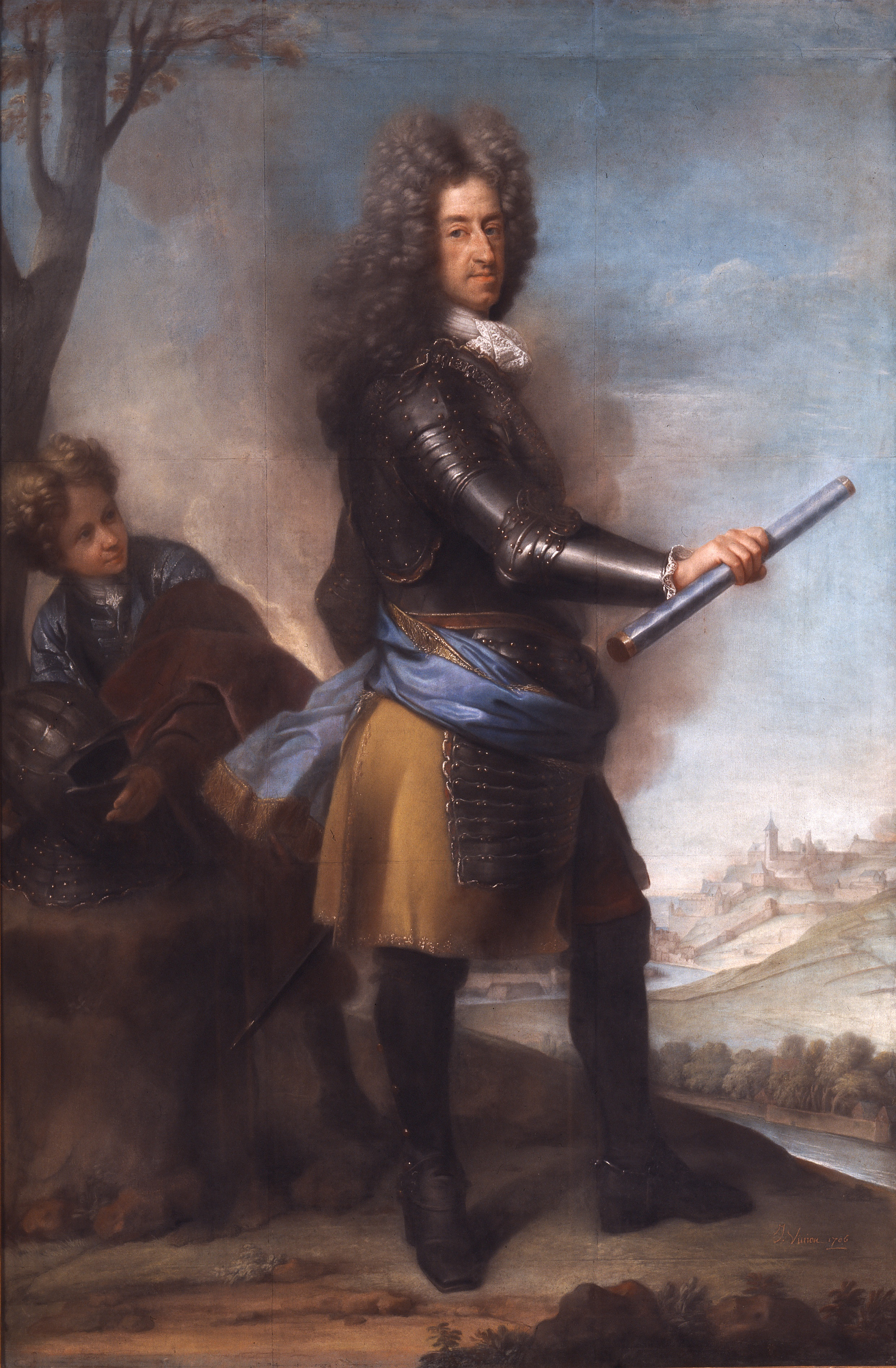
Maximilien-Emmanuel de Bavière (1662-1726)
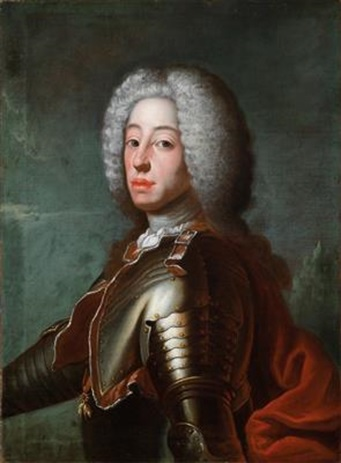
Charles-Albert de Bavière (1697-1745)
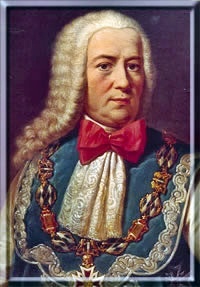
Hieronymus von Spreti (de) (1695-1772)
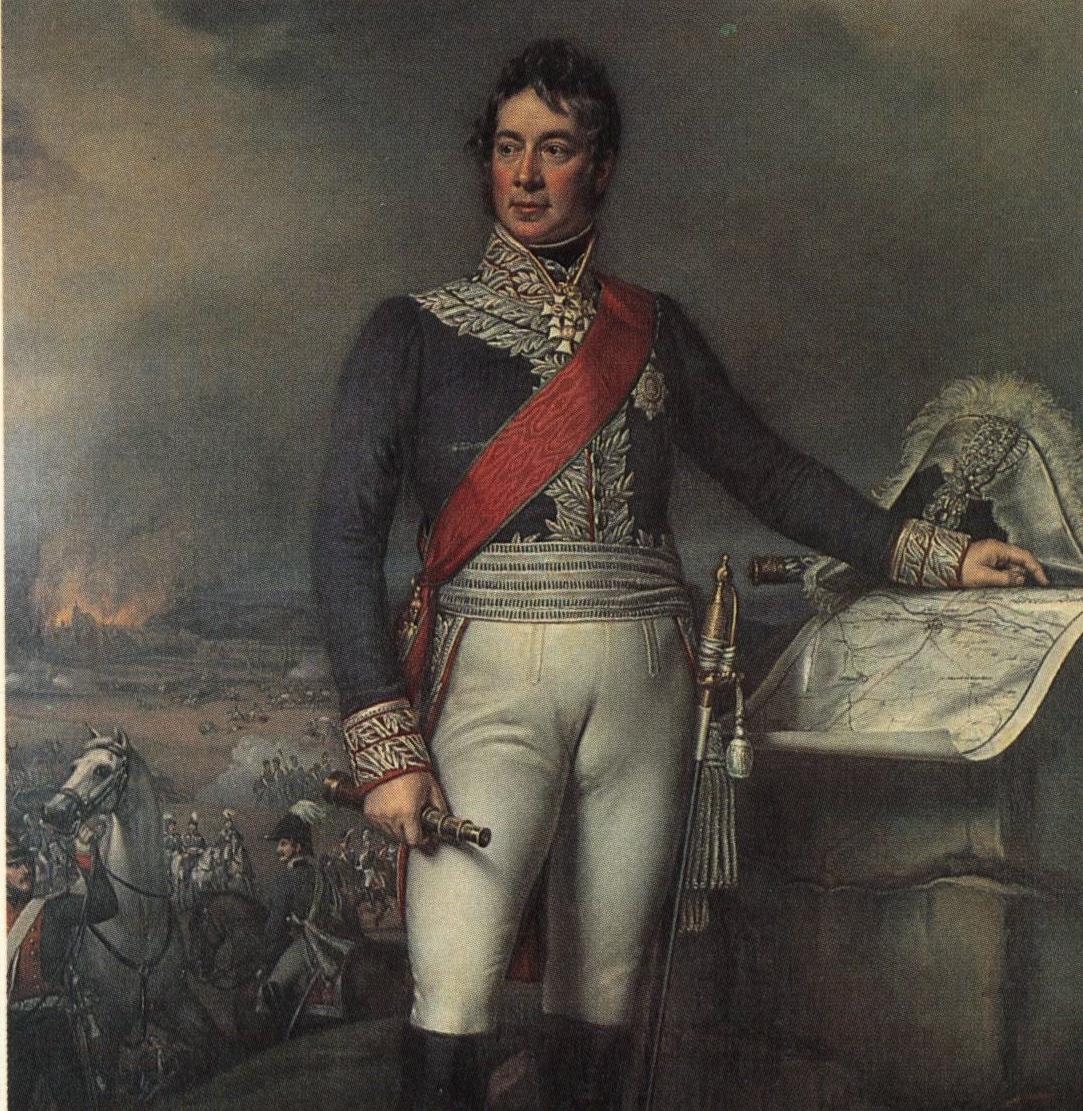
Carl Philipp von Wrede (1767-1838)
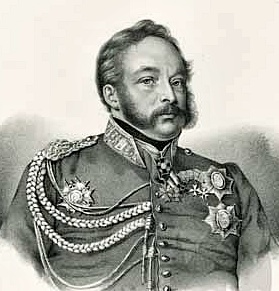
Constantin de Löwenstein-Wertheim-Rosenberg (de) (1786-1844)
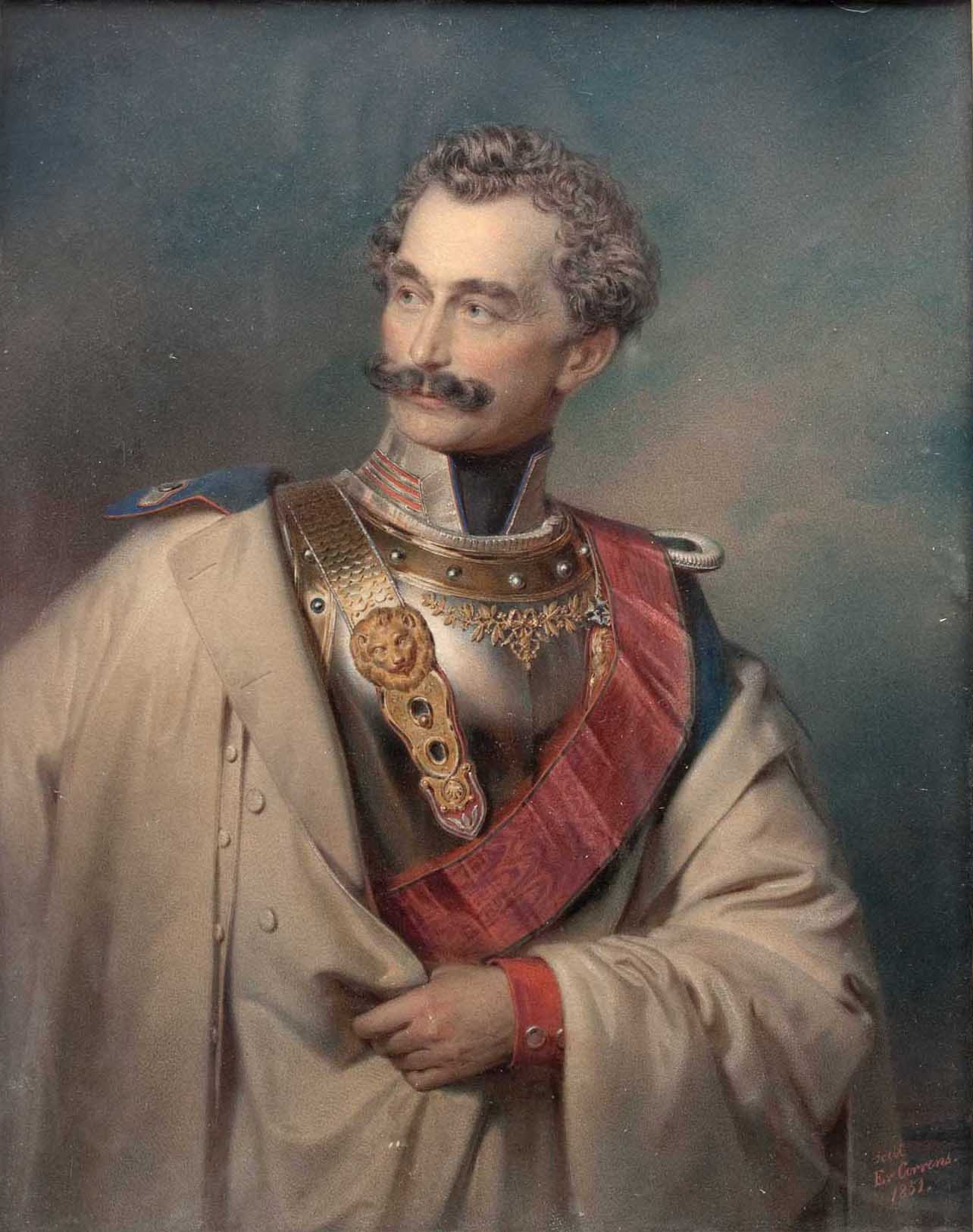
Charles-Théodore de Bavière (1795-1875)
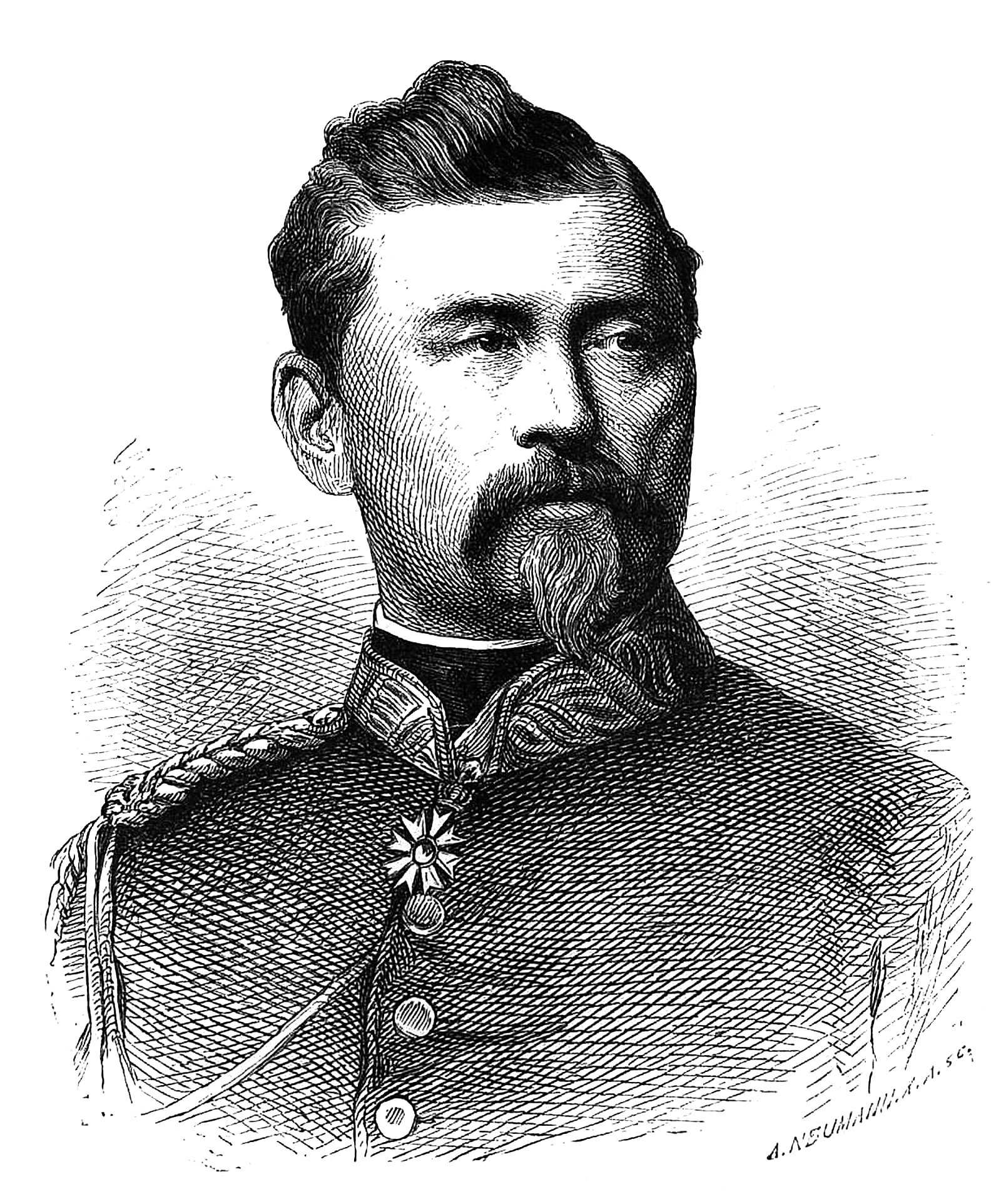
Ludwig von der Tann-Rathsamhausen (1815-1881)
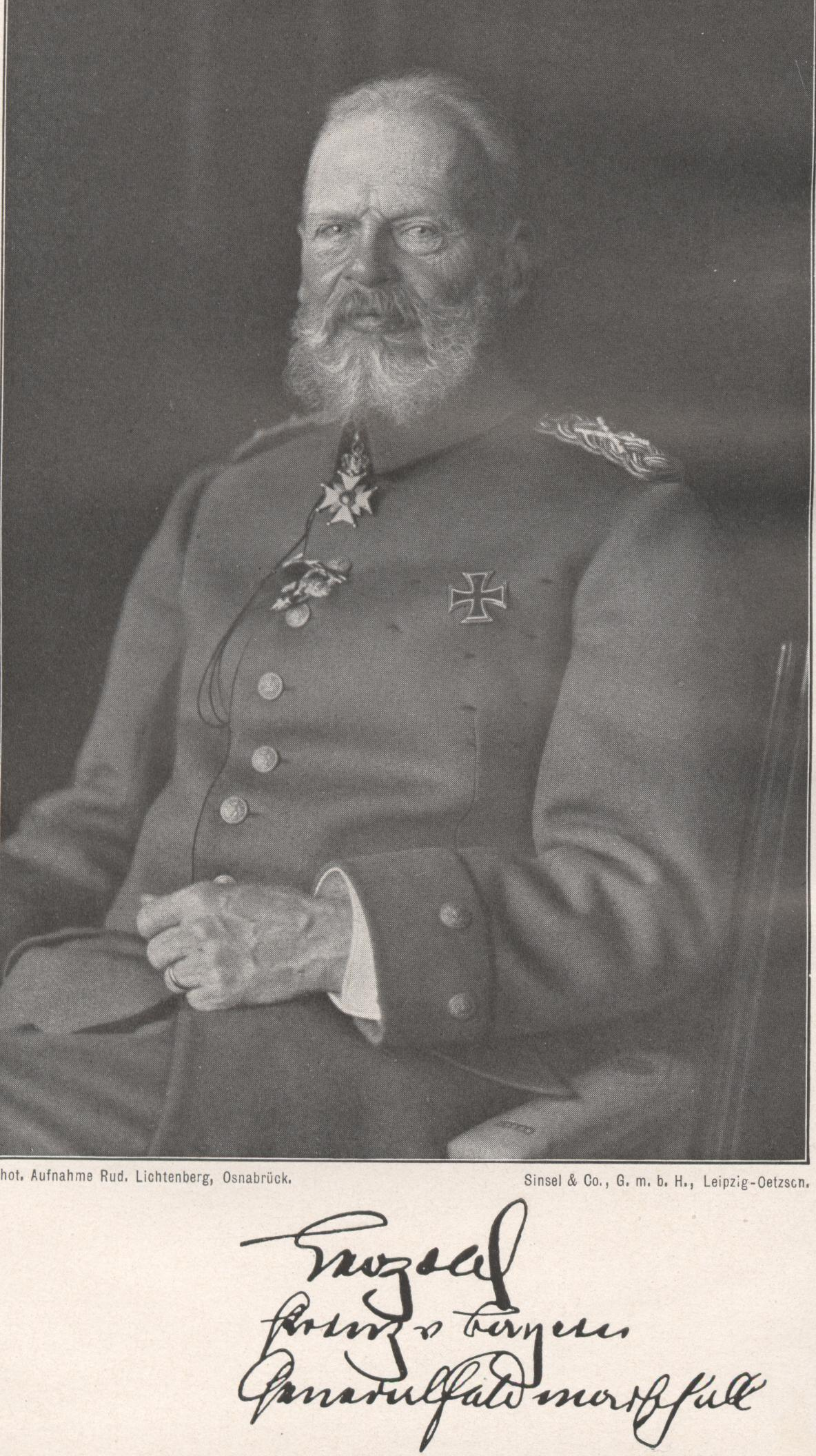
Léopold de Bavière (1846-1930)
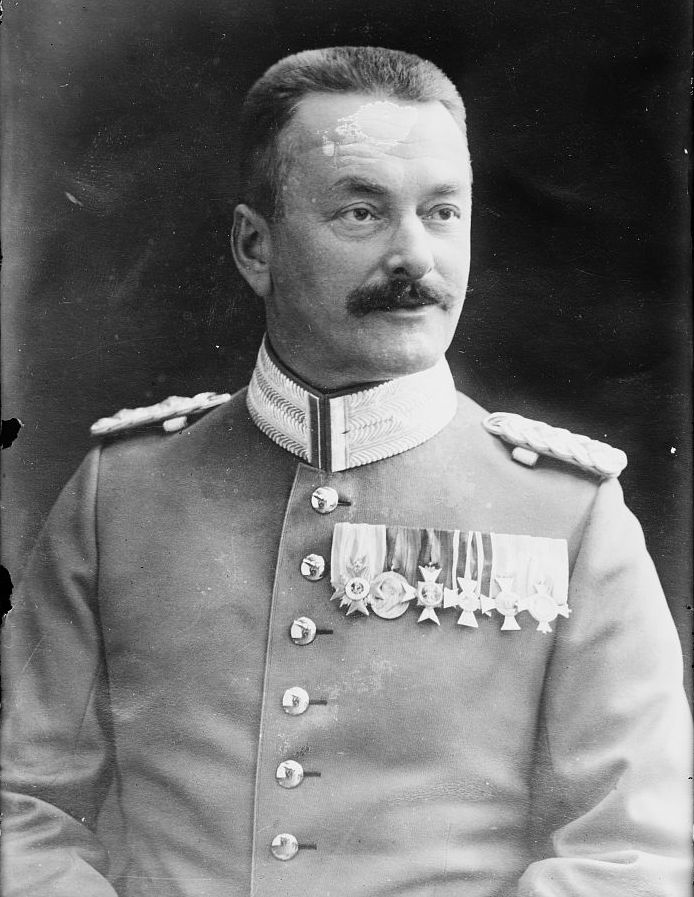
Paul von Kneußl (de) (1862-1928)
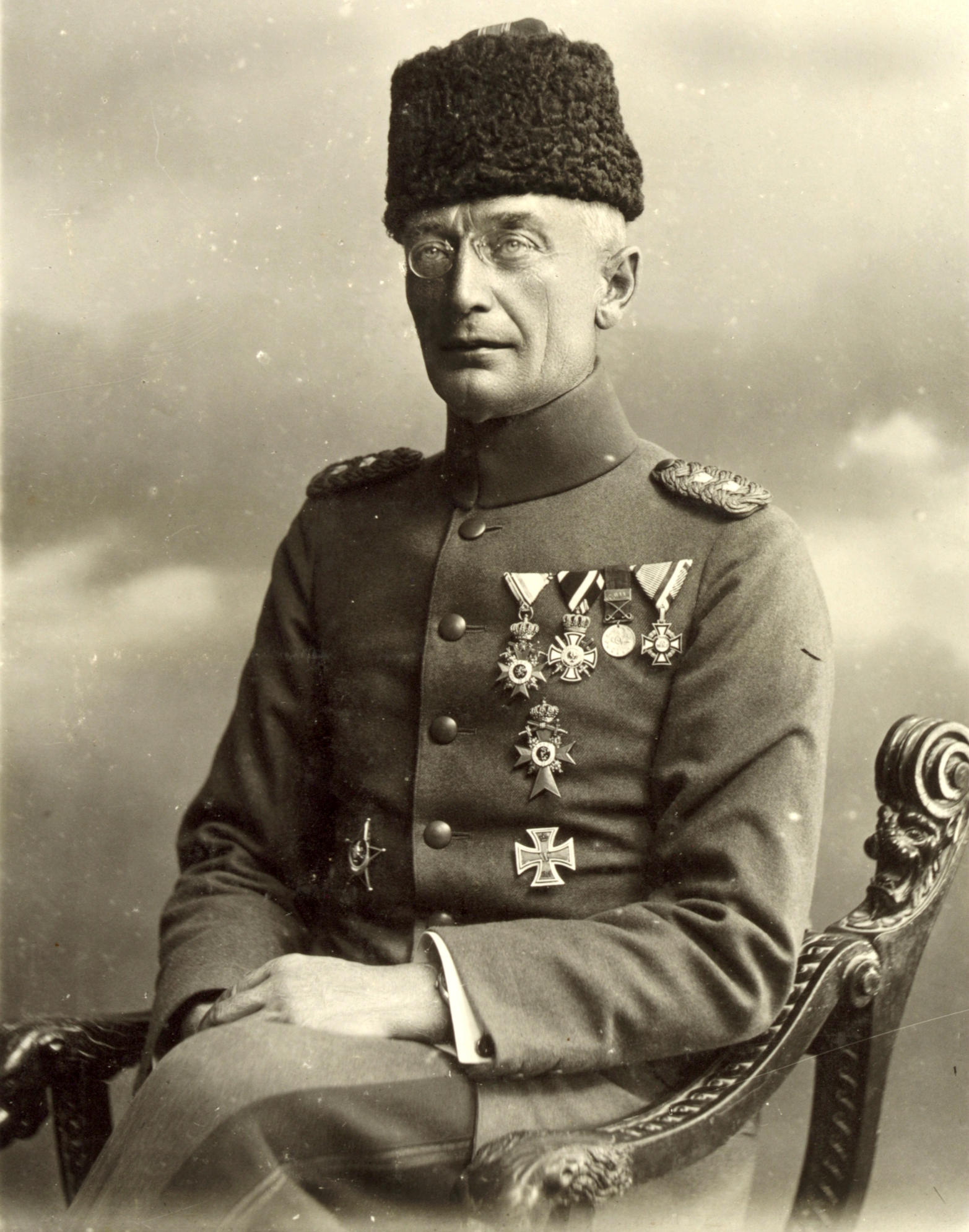
Friedrich Kress von Kressenstein (1870-1948)
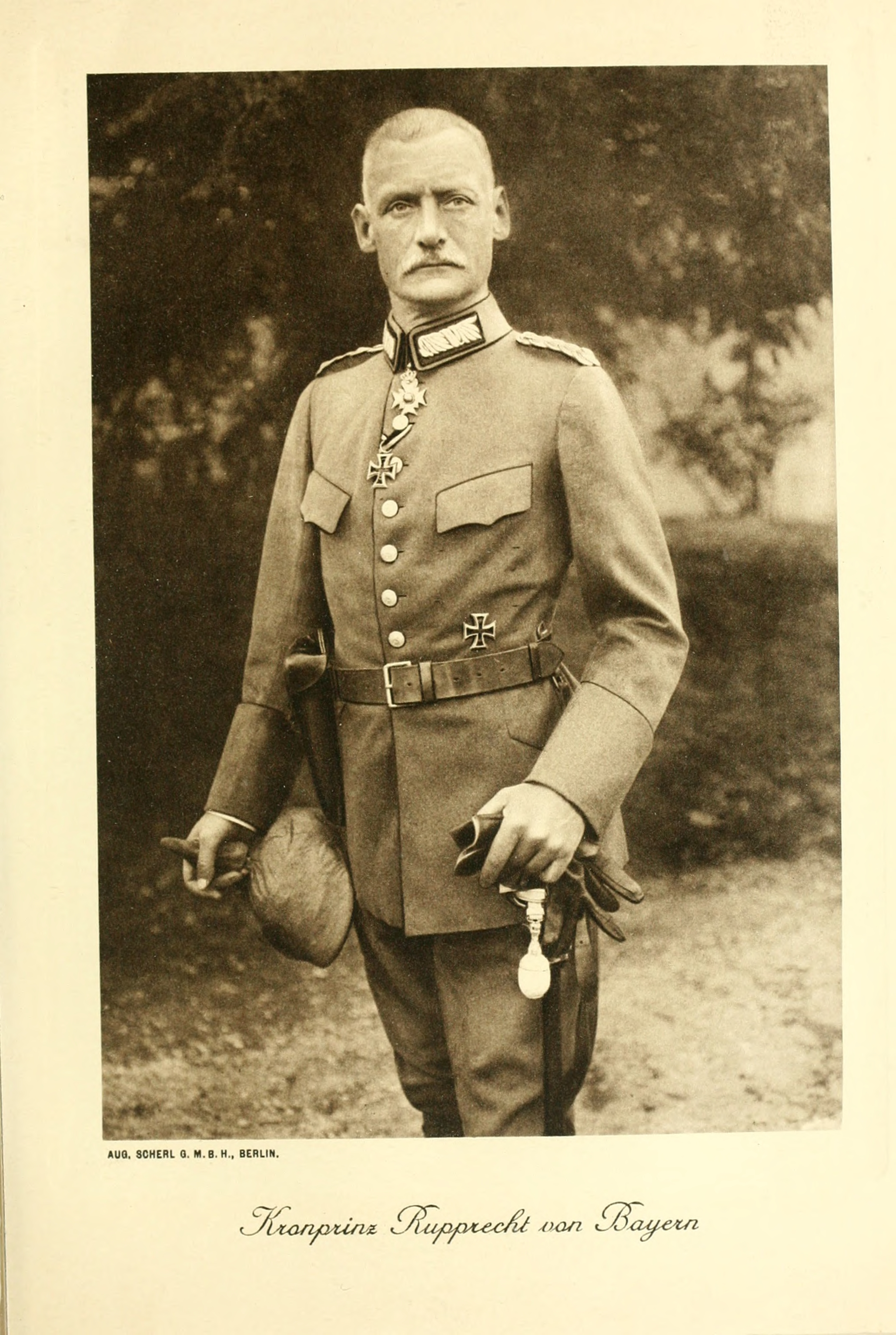
Rupprecht de Bavière (1869-1955)